# Powiat Chōsei
Powiat Chōsei (jap. 長生郡 Chōsei-gun) – powiat w Japonii, w prefekturze Chiba. W 2024 roku liczył 54 586 mieszkańców.

## Miejscowości
- Ichinomiya
- Mutsuzawa
- Chōsei
- Shirako
- Nagara
- Chōnan